# Districtul Tha Chang, Surat Thani
Tha Chang (în thailandeză ท่าฉาง) este un district (Amphoe) din provincia Surat Thani, Thailanda, cu o populație de 31.013 locuitori și o suprafață de 1.167,7 km².

## Componență
Districtul este subdivizat în 6 subdistricte (tambon), which in turn are subdivided into 46 de sate (muban).
| Nr. | Nume       | În thailandeză | Sate | Locuitori |  |
| --- | ---------- | -------------- | ---- | --------- |  |
| 1.  | Tha Chang  | ท่าฉาง          | 5    | 5,256     |  |
| 2.  | Tha Khoei  | ท่าเคย          | 11   | 5,703     |  |
| 3.  | Khlong Sai | คลองไทร        | 9    | 4,978     |  |
| 4.  | Khao Than  | เขาถ่าน         | 6    | 4,613     |  |
| 5.  | Sawiat     | เสวียด          | 9    | 4,967     |  |
| 6.  | Pak Chalui | ปากฉลุย         | 6    | 5,496     |  |

||
|}